# S/2017 J 1
S/2017 J 1 — один из самых малых спутников Юпитера. На 2017 год это последний спутник, обнаруженный в Солнечной системе.

## Открытие
Открыт во время наблюдений 5 февраля 2016 — 23 апреля 2017 года астрономом института Карнеги Скоттом Шеппардом. В соответствии с номенклатурой IAU спутнику было дано временное название S/2017 J 1, вместо которого в дальнейшем может быть присвоено другое, в честь персоны женского пола из древнегреческой мифологии.

## Орбита
Спутник совершает полный оборот вокруг Юпитера примерно за 735 дней. Большая полуось составляет около 23,5 миллиона километров. Направление движения по орбите противоположно вращению Юпитера вокруг своей оси.

## Физические характеристики
Физические характеристики точно неизвестны, но исходя из яркости, астрономы предполагают, что диаметр спутника составляет около 1 километра.